# 제브데트 수나이
제브데트 수나이(Cevdet Sunay, 1899년 2월 10일 ~ 1982년 5월 22일)는 튀르키예의 군인이자 정치인으로, 1966년부터 1973년까지 튀르키예의 제5대 대통령을 지냈다.
제브데트는 1899년, 오스만 제국의 트라브존 주에서 태어났다. 에르주룸과 에디르네에서 초등학교와 중학교를 다니고, 이스탄불의 쿨렐리 군사 고등학교 (Kuleli Military High School)를 졸업하였다. 1917년 제1차 세계 대전에 참전했으며, 팔레스타인 전선 (Palestine front)에서 영국의 전쟁 포로가 되어 이집트의 포로 수용소에 넣어졌다. 석방 후, 터키 독립 전쟁에 참전해 남부 전선에선 프랑스와, 서부 전선에선 그리스와 싸웠다.
1927년 군사 교육을 끝마치고, 1930년 군사 아카데미를 졸업해 참모 장교가 되었다. 1949년에 장군이 되었으며, 1959년 4성 장군으로 승진, 군의 요직을 지냈다. 1960년 육군 총사령관에 임명된 데 이어 참모총장이 되었다.
1966년, 대통령 카말 귀르셀 (Cemal Gürsel)에 의해 상원 의원이 되었으며, 귀르셀이 질병으로 직무 수행을 할 수 없게 되면서, 같은 해 터키 대국민의회에 의해 터키의 제5대 대통령으로 선출되었다. 그의 재임 기간 동안 좌우 정치 대립이 격화되고, 노동 운동, 학생 운동, 정치 테러가 빈발하였으며, 1971년 군부의 정치 개입으로 정의당 (Adalet Partisi, AP)의 쉴레이만 데미렐 정권이 퇴진에 몰리는 사태가 일어나는 등 불안정한 정국이 계속되었다. 1973년, 7년간의 대통령 임기를 마치고, 영구 상원 의원이 되었다.
1982년 이스탄불에서 사망했으며, 1988년 이장해 앙카라의 터키 국립 묘지 (Devlet Mezarlığı) 에 안장되었다.